# Callidiellum villosulum
Callidiellum villosulum é uma espécie de coleóptero da tribo Callidiini (Cerambycinae), que compreende duas subespécies, distribuídas na China e Taiwan.

## Sistemática
- Ordem Coleoptera
  - Subordem Polyphaga
    - Infraordem Cucujiformia
      - Superfamília Chrysomeloidea
        - Família Cerambycidae
          - Subfamília Cerambycinae
            - Tribo Callidiini
              - Gênero Callidiellum
                - C. villosullum (Fairmaire, 1900)
                  - Callidiellum villosulum arisanum (Kano, 1930)
                  - Callidiellum villosulum villosulum (Fairmaire, 1900)